# Коньяк (город)
Коньяк (фр. Cognac) — город во французском департаменте Шаранта, на одноимённой реке между городами Ангулем (44 км), Жарнак (15 км) и Сент (29 км). Большая часть города расположена на левом берегу реки. Специализируется на производстве крепкого спиртного напитка — коньяк, названного в честь города. Здесь можно посетить традиционные предприятия коньячного производства (вход, как правило, платный). В Коньяке находится база 709 ВКС Франции.

## История
Римляне называли город Conniacum, позже название упростилось до Коньяк. В Средние века через Коньяк проходил один из паломнических путей в Сантьяго-де-Компостела.
В IX веке в Коньяке стали возводиться первые укрепления. В 1215 году Коньяк получил права города. Входил в состав графства (позднее — герцогства) Ангулемского.
Франсуа Ангулемский (будущий король Франциск I) родился в коньякском замке Валуа 12 сентября 1494 года. Он пожаловал родному городу право торговать солью, добываемой на побережье в Ла-Рошель, вверх по реке, что привело к развитию города, а позже и к его превращению в центр производства коньяка.

## Экономика и промышленность
Промышленность города в значительной мере ориентирована на производство коньяка. Самые известные коньячные дома: Hennessy, Martell, Rémy Martin, Camus и Otard. В настоящее время в городе и его окрестностях существует более 600 коньячных домов. Кроме этого, здесь производятся белый и красный аперитив Vin de pays charentais и Пино де Шарант.
Помимо самого вина, в Коньяке производят сопутствующие изделия из стекла (бутылки), бочки, пробки и этикетки для коньячной продукции. Ведётся также производство сельскохозяйственной техники.

## Достопримечательности

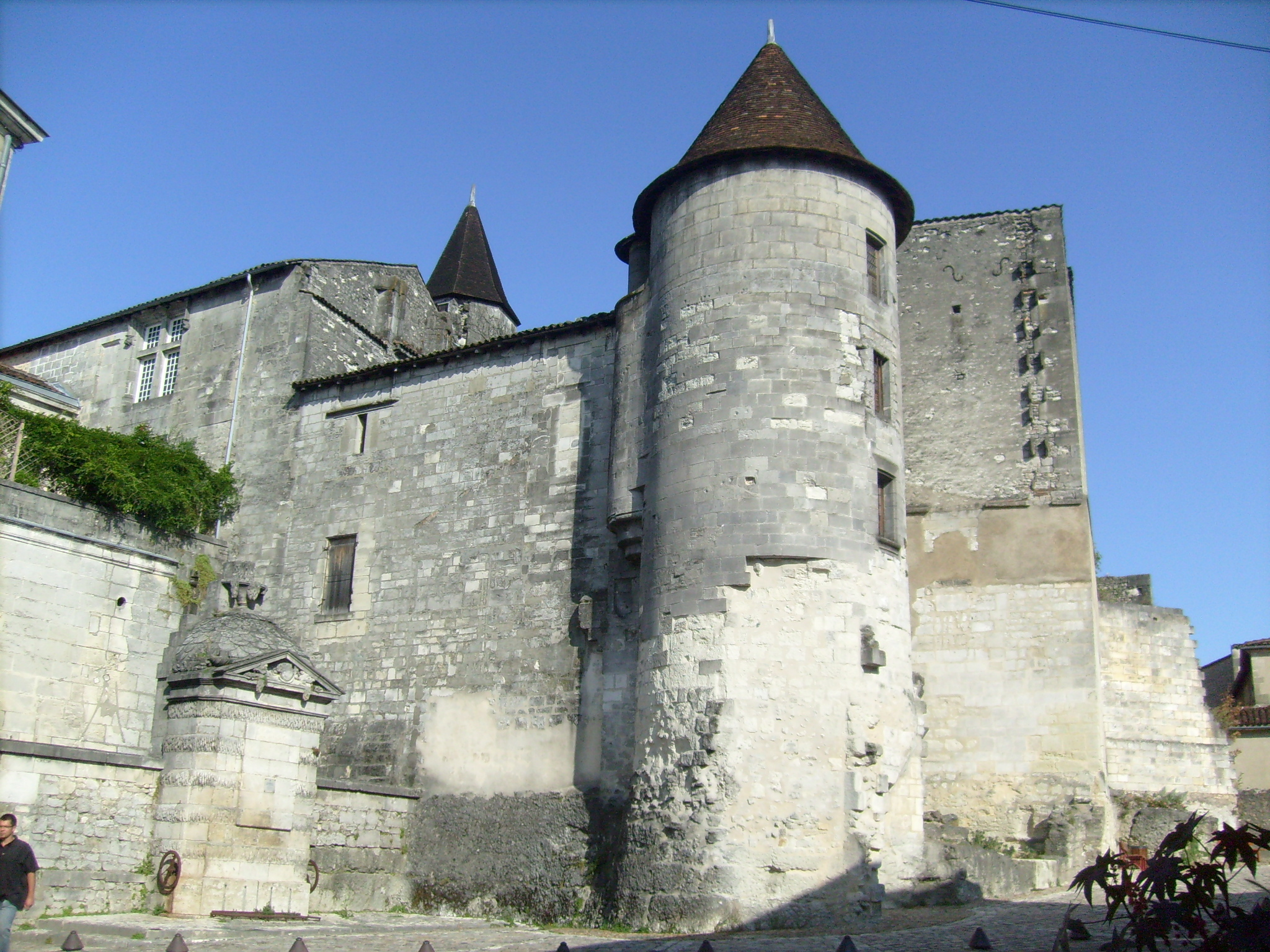
Замок, где родился король Франции Франциск I

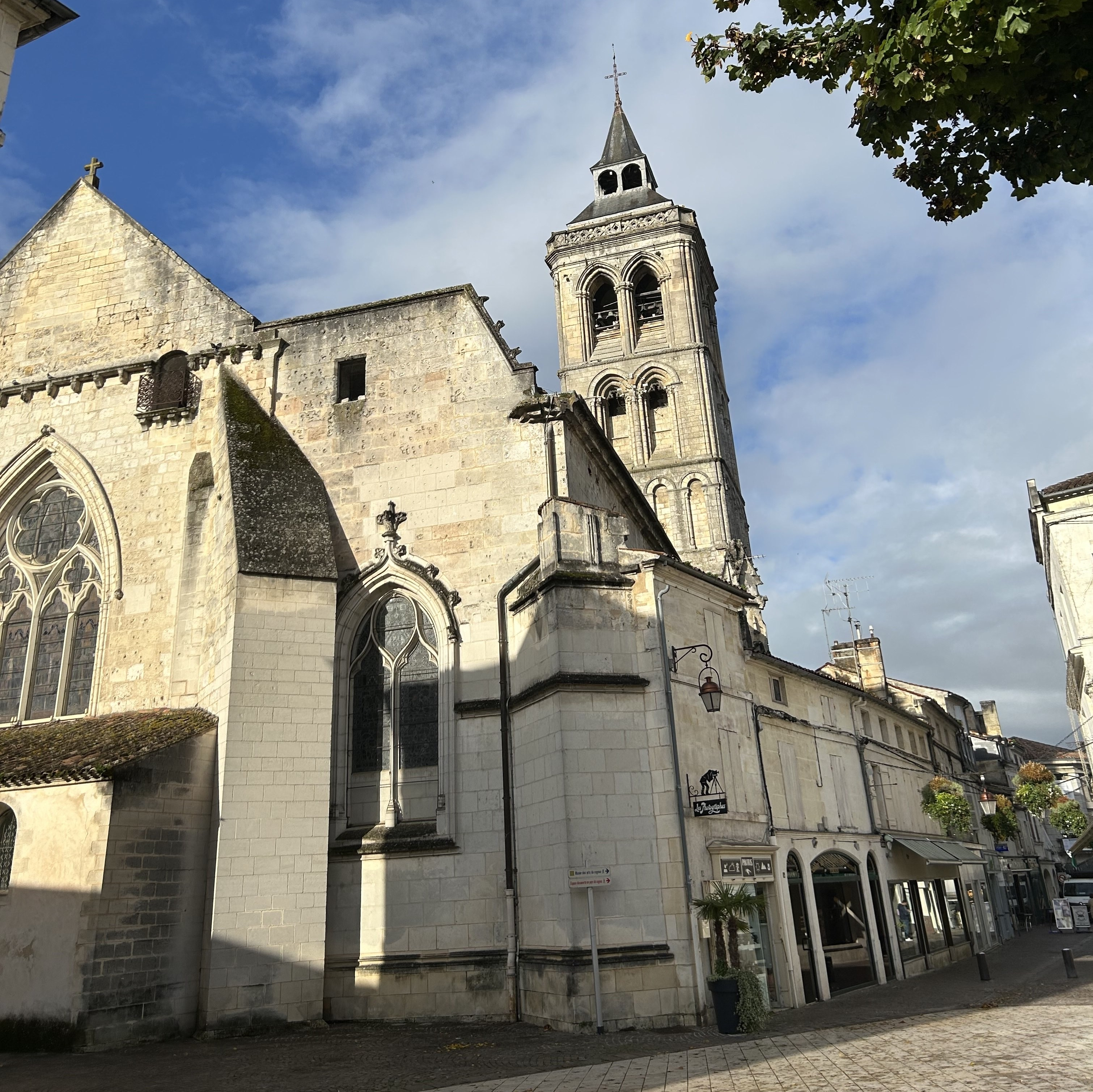
Церковь Сен-Леже

В исторической части города находится много необычных зданий, построенных в XV—XVIII веках. Они стоят на узких мощёных улочках и богато декорированы, в том числе изображениями саламандры и горгулий.
Главная площадь города носит имя Франциска I, в её центре стоит памятник королю верхом на лошади. Другие достопримечательности:
- Средневековый замок Валуа. В замке короля расположен коньячный дом «Otard».
- Старинные ворота в город Коньяк, датированные 1499 годом.
- Церковь Сен-Леже (заложена в XIV веке).
- Церковь Сен-Мартин с остатками раннесредневековых захоронений.
- Музей истории и искусства в городском ландшафтном парке.
- Музей искусств.
- Музей коньяка (открыт в 2004 году).

В окрестностях города есть несколько старинных шато (замков).
В Коньяке регулярно проходят следующие мероприятия:
- Фестиваль полицейского кино в Коньяке (фр.) — лучшие полицейские фильмы, с 1982 года, в конце июня.
- Блюз-фестиваль «Страсти по блюзу» в последнюю неделю июля.
- Праздник коньяка в середине июля.
- Фестиваль уличного искусства в первые выходные сентября, когда лучшие уличные театры устраивают в городе карнавал.
- «Салон европейской литературы» в ноябре и другие.

## Спорт
28 июля 2007 года здесь стартовал 19 этап Тур-де-Франс.

## Города-побратимы
- Кёнигсвинтер, Германия
- Перт, Шотландия
- Вальдепеньяс, Испания
- Товуз, Азербайджан[2]